# Hymenoscyphus myrtilli
Hymenoscyphus myrtilli är en svampart som först beskrevs av Josef Velenovský, och fick sitt nu gällande namn av Svrcek 1985. Hymenoscyphus myrtilli ingår i släktet Hymenoscyphus och familjen Helotiaceae.   Inga underarter finns listade i Catalogue of Life.